# Briefmarken-Jahrgang 1950 des Saarlandes
Der Briefmarken-Jahrgang 1950 des Saarlandes umfasste 15 Sondermarken. Dauermarken wurden nicht herausgegeben.
Nach dem Zweiten Weltkrieg war das Saarland von Dezember 1947 bis Ende 1956 ein teilautonomes Land unter dem Protektorat Frankreichs. Da es (bis Juli 1959) wirtschaftlich an Frankreich angegliedert war, galt der Französische Franken als Währung. In der Geschichte des Saarlandes war es schon zuvor, unter Napoleon I. und von 1920 bis 1935 als Saarland (Völkerbund), zu einer Abtrennung von Deutschland gekommen.

## Liste der Ausgaben und Motive
Legende
- Bild: Eine bearbeitete Abbildung der genannten Marke. Das Verhältnis der Größe der Briefmarken zueinander ist in diesem Artikel annähernd maßstabsgerecht dargestellt. Sollten keine Marken abgebildet sein, liegt es daran, dass das Urheberrecht des Künstlers noch nicht erloschen ist.
- Beschreibung: Eine Kurzbeschreibung des Motivs und/oder des Ausgabegrundes. Bei ausgegebenen Serien oder Blocks werden die zusammengehörigen Beschreibungen mit einer Markierung versehen eingerückt.
- Wert: Der Frankaturwert der einzelnen Marke in Saar-Franken. Ein „+“ bedeutet, dass es sich um eine Zuschlagsmarke handelt (= Frankaturwert + Spende).
- Ausgabedatum: Das Datum des erstmaligen Verkaufs dieser Briefmarke.
- Gültig bis: Das Datum, an dem die Gültigkeit endete.
- Auflage: Soweit bekannt, wird hier die zum Verkauf angebotene Anzahl dieser Ausgabe angegeben.
- Entwurf: Soweit bekannt, wird hier angegeben, von wem der Entwurf dieser Marke stammt.
- Mi.-Nr.: Diese Briefmarke wird im Michel-Katalog unter der entsprechenden Nummer gelistet.

| Sondermarken | |                |                       |                   |           |                      |       |
| Bild         | Beschreibung | Werte in Franc | Ausgabe- datum (1950) | gültig bis        | Auflage   | Entwurf              | MiNr. |
|              | 85. Todestag von Adolph Kolping (1813–1865)                                                                       | 15+5           | 3. April              | 31. März 1951     | 130.000   |                      | 289   |
|              | 10. Todestag von Peter Wust (1884–1940)                                                                           | 15             | 3. April              | 31. März 1951     | 500.000   |                      | 290   |
|              | Tag der Briefmarke Postkutsche vor dem Saarbrücker Stadtteil St. Johann                                           | 15+5           | 23. April             | 31. März 1951     | 124.000   | Franz Tschersovsky   | 291   |
|              | Rotes Kreuz | 25+10          | 28. April             | 30. April 1951    | 130.000   | Fritz Ludwig Schmidt | 292   |
|              | Heiliges Jahr - Marmorstatue des hl. Petrus von Arnolfo di Cambio im Petersdom, Rom                               | 12             | 19. Juni              | 31. Dezember 1950 | 400.000   | Raoul Serres         | 293   |
|              | - Marmorstatue des hl. Petrus von Arnolfo di Cambio im Petersdom, Rom                                             | 15             | 19. Juni              | 31. Dezember 1950 | 400.000   | Raoul Serres         | 294   |
|              | - Marmorstatue des hl. Petrus von Arnolfo di Cambio im Petersdom, Rom                                             | 25             | 19. Juni              | 31. Dezember 1950 | 400.000   | Raoul Serres         | 295   |
|              | 400 Jahre Stadt Ottweiler Rathausplatz von Ottweiler mit evangelischer Kirche und Stadthaus                       | 10             | 8. Juli               | 31. März 1951     | 300.000   |                      | 296   |
|              | Aufnahme des Saarlandes in den Europarat - Globus und Buch mit Schriftband                                        | 25             | 8. August             | 31. August 1952   | 1.260.000 | Franz Tschersovsky   | 297   |
|              | Flugpostmarke - Globus und Buch mit Schriftband, zusätzlich mit Friedenstaube                                     | 200            | 8. August             | 31. August 1952   | 162.240   | Franz Tschersovsky   | 298   |
|              | Volkshilfe, Bilder aus der Lutwinus-Legende Mosaike von Alfred Gottwald - Lutwinus bittet um Aufnahme ins Kloster | 8+2            | 3. November           | 31. Oktober 1952  | 125.000   | Gauer                | 299   |
|              | - Lutwinus erbaut die Abtei Mettlach                                                                              | 12+3           | 3. November           | 31. Oktober 1952  | 125.000   | Gauer                | 300   |
|              | - Lutwinus als Abt des Klosters                                                                                   | 15+5           | 3. November           | 31. Oktober 1952  | 125.000   | Gauer                | 301   |
|              | - Bischof Lutwinus firmt in Reims                                                                                 | 25+10          | 3. November           | 31. Oktober 1952  | 125.000   | Gauer                | 302   |
|              | - Lutwinus betreut Arme und Kranke                                                                                | 50+20          | 3. November           | 31. Oktober 1952  | 120.000   | Gauer                | 303   |